# Tupolev Tu-121
Tupolev Tu-121 là một mẫu thử máy bay không người lái của Liên Xô, do phòng thiết kế Tupolev thực hiện.

## Tính năng kỹ chiến thuật
Dữ liệu lấy từ http://www.airwar.ru/enc/bpla/tu121.html
Đặc tính tổng quan
- Kíp lái: 0
- Chiều dài: 24,77 m (81 ft 3 in)
- Sải cánh: 8,40 m (27 ft 7 in)
- Trọng lượng rỗng: 11.450 kg (25.243 lb)
- Trọng lượng cất cánh tối đa: 35.000 kg (77.162 lb)
- Sức chứa nhiên liệu: 16.600 kg

Hiệu suất bay
- Vận tốc cực đại: 2.775 km/h (1.724 mph; 1.498 kn)